# Paratrechalea saopaulo
Espèce
Paratrechalea saopaulo est une espèce d'araignées aranéomorphes de la famille des Trechaleidae.

## Distribution
Cette espèce est endémique du Brésil. Elle se rencontre dans les États de São Paulo et de Rio de Janeiro.

## Description
La carapace du mâle holotype mesure 3,8 mm de long sur 3,2 mm de large et l'abdomen 4,7 mm de long et celle de la femelle paratype mesure 3,8 mm de long sur 3,3 mm de large et l'abdomen 5,3 mm de long.

## Étymologie
Son nom d'espèce lui a été donné en référence au lieu de sa découverte, São Paulo.

## Publication originale
- Carico, 2005 : Descriptions of two new spider genera of Trechaleidae (Araneae, Lycosoidea) from South America. Journal of Arachnology, vol. 33, no 3, p. 797-812 (texte intégral).